# ハンス・シュミット (建築家)
ハンス・シュミット（Hans Schmidt、1893年-1972年）は、スイスの建築家、都市理論家。建築評論家。都市計画家。
1920年から、ロッテルダムで活動開始し、マイケル・ブリンクマンの助手を務めるほか、当時のオランダ・アヴァンギャルド活動のメンバーと交わりを持った。1922年には母国スイスに帰国し、新建築運動を開始する。
1924年から1928年にかけては、マルト・スタム、エミル・ローとともに、建築雑誌『ABC』を出版し、同年創立のABCグループに、エル・リシツキー、ハンネス・マイヤーや、先の二名らとともに参画。
同時に1930年代から建築評論を開始し、『ソビエト連邦と近代建築』を発表。その後マルト・スタムとともにソ連に渡り、スタムらとオルスクやマケーフカの都市計画にかかわる。スタムがソ連を去った後も長く滞在し、オルスク建設では素人労働者による建設でも耐えうる単純な工法住宅の提案等計画の改善につとめた。